# Ham-sur-Sambre

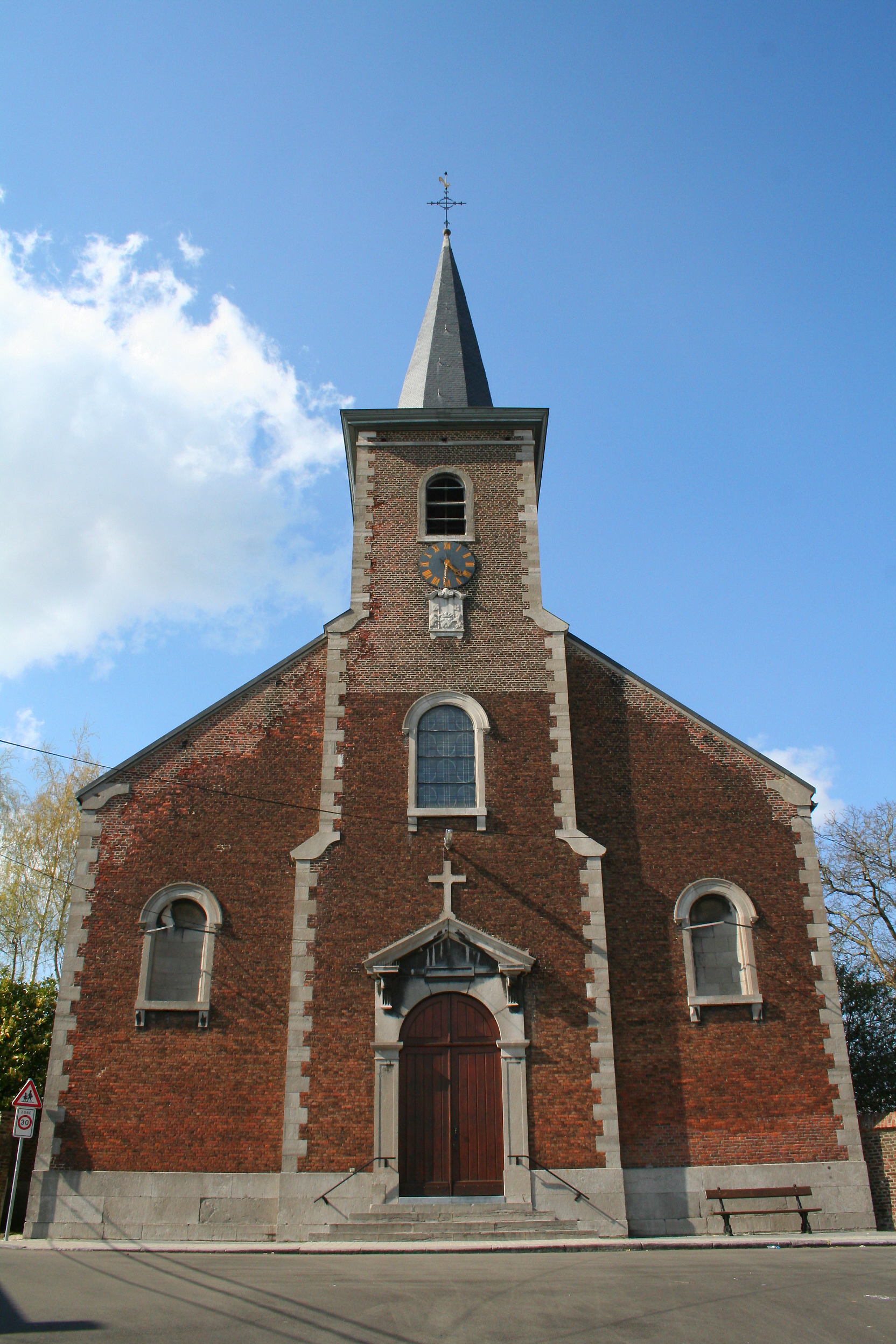
L’église Saint-Victor.

Ham-sur-Sambre (en wallon Han-so-Sambe) est une section de la commune belge de Jemeppe-sur-Sambre située en Région wallonne dans la province de Namur.
C'était une commune à part entière avant la fusion des communes de 1977.

## Toponymie
D'abord Hans en 1192, Ham en 1212, puis Ham-sur-Sambre en 1553.
La première notification écrite du village Ham, figure sur des manuscrits et cartes du XVe siècle, titre de propriété des terres de l'abbaye de Floreffe. Ham signifiant « pré entouré d'eau » ou « pachis. ».

## Géographie
Sis à l'intérieur d'une boucle de la Sambre, il fait administrativement partie de la commune de Jemeppe-sur-Sambre se trouvant de l'autre côté - bien que situé sur la rive droite de la rivière.

## Évolution démographique
- Source: DGS, 1831 à 1970=recensements population, 1976= habitants au 31 décembre

## Histoire
Subissant toutefois diverses épidémies de choléra et de lèpre accompagnant les eaux stagnantes environantes[Quoi ?] des XVIe et XVIIe siècles, son histoire se développe banalement aux activités d'élevages et de foyers épars. Ce n'est qu'au cours de la fin du XVIIIe siècle et du début du XVIIIe siècle que tout s'emballe.

### XIXe siècle
La région vit la fin de la campagne napoléonienne des Cent-Jours aux premières loges. Le 13 juin 1815, le jour avant la bataille de Ligny et des Quatre Bras, le général Gerard se trouvait à Mornimont, Von Zieten à Moustier-sur-Sambre, soit dans un territoire de 3 km au tour de Ham-sur-Sambre, sans échanger un seul coup de feu. C'est vous dire ! Trois jours plus tard, c'était Waterloo…
Le sol riche en schiste et en charbon, les nombreux méandres de la Sambre et la situation géographique (exactement de 22 km de part et d'autre de Charleroi et Namur) en font un lieu d'implantation propice. Deux charbonnages importants sont ouverts courant XIXe siècle et surtout, Solvay s'installe juste à la limite représentée par la Sambre de Ham-sur-Sambre et Jemeppe-sur-Sambre.
Toute famille de Ham-sur-Sambre a eu ou a un de ses membres qui a travaillé à Solvay. Par la suite, toujours au XIXe siècle, Glaverbel, voisin de Solvay, les ateliers Basse Sambre et Saint-Roch viennent compléter ce que nous nommerons le bassin industriel de la Basse Sambre. De même, les charbonnages Sainte-Flore et Sainte-Eugénie tournent à plein régime, Ham-sur-Sambre devient un village très important.

### 1900-1945
Début XXe siècle, Ham-sur-Sambre est littéralement un carrefour de population et de main-d'œuvre qualifiée reconnu. La Première Guerre mondiale éclate et change le Monde. De nombreux hommes sont requis au front et le monument dédié aux combattants des deux guerres en témoigne sur la place du village. Les industries persistent mais sont des cibles privilégiées, stratégiques pour les Allemands. La bataille de la Sambre fait rage dans le bois de Ham, zone de ravitaillement pour les troupes françaises face à l'offensive allemande. Les occupants prennent les sites industriels. Le charbonnage Sainte-Flore est fermé. La guerre finie, on reconstruit.
Une tradition locale avance que la Vierge Marie serait apparue pour la première fois le 22 mars 1936 à Emelda Scohy (11 ans), à l'entrée d'un tunnel, dans le quartier dit "La Praule" du village de Ham-sur Sambre. Elle aurait annoncé les malheurs de la guerre mondiale à venir et promis protection à ceux qui viendraient y prier. D'autres apparitions - du Christ ou d'archanges - sont aussi mentionnées. Aucune de ces prétendues apparitions, étudiées par l'Église catholique, n'a été officiellement reconnue à ce jour. Le site comprend trois chapelles, ainsi qu'un chemin de croix en maçonnerie qui prête à la méditation et à la prière.
Les charbonnages sont désormais fermés définitivement en 1937.
La Seconde Guerre mondiale est marquée localement par une grosse altercation de part et d'autre de la Sambre (le pont Jourquin, du nom d'un combattant français qui faisait partie de la résistance belge avec son frère laurent jourquin,c'est même lui qui a découvert le corps sans vie de son petit frère Michel), dont le but était de reprendre l'usine Glaverbel. Le village se replie quelque peu sur lui-même.

### 1946-2000
Entre Jemeppe-sur-Sambre et Moustier, le cours de la Sambre canalisée est rectifié au milieu des années 1960 avec la création d'une profonde tranchée entre Jemeppe-sur-Sambre et Ham-sur-Sambre. Ce changement du cours de la Sambre devait à la fois faciliter le transit fluvial et limiter les inondations en période de crue. Un haut pont routier, utilisé par la N923, franchit cette tranchée.
Au vu de l'importance de son territoire et de sa population (env. 6 000 hab. et 520 ha au sol), pressentie avec le village de Spy pour devenir le chef-lieu de l'entité, c'est finalement Jemeppe-sur-Sambre, siège de Solvay, qui sera choisie.

## Patrimoine et culture

### Patrimoine architectural
- Eglise Saint-Victor. Edifice daté de 1852 en style néo-classique[4].
- Chapelle Saint-Ghislain, rue Faëmy. En style néo-classique de la fin du XIXe siècle[4].

## Enseignement
L'école communale et l'école Saint-Victor (enseignement maternelle et primaire) accueillent les enfants.

## Sports et vie associative

### Sports
Le R. Ham. FC, le Derby (club de tennis de table) et une course cycliste Masters animent annuellement le village. Le R. Ham FC est fondé en 1918 et compte toujours parmi les plus anciens clubs de football du royaume (matricule 0147).

### Vie associative
Divers comités de quartier (Les Balouches en fête, La fête à l'Albert…) organisent un grand feu, course de cuistax et brocante annuelles.

## Personnalités liées à la commune
- André Brasseur, musicien, y est né le 11 décembre 1939.
- Daniel Nassaux, pongiste, 10 fois champion de Belgique, y réside.
- Michel Lhoest, cycliste, y réside.
- Clément Doumont, cycliste, y réside.
- Betty Batoul, auteur et femme de paix.